# DOTA (chélateur)
Pour les articles homonymes, voir Dota (homonymie).
Le DOTA (ou tétraxétane) (CH2CH2NCH2CO2H)4 est un composé organique constitué d'un cycle central à douze chaînons contenant quatre atomes d'azote (tétraaza). Il est utilisé comme agent complexant, notamment pour les ions lanthanide (ex. : l'acide gadotérique, utilisé comme agent de contraste pour l'IRM).
Le DOTA est dérivé du macrocycle cyclène : les quatre groupes amine secondaire sont modifiés par remplacement des centres N-H par des groupes N-CH2CO2H.